# Sexualidade de Adolf Hitler

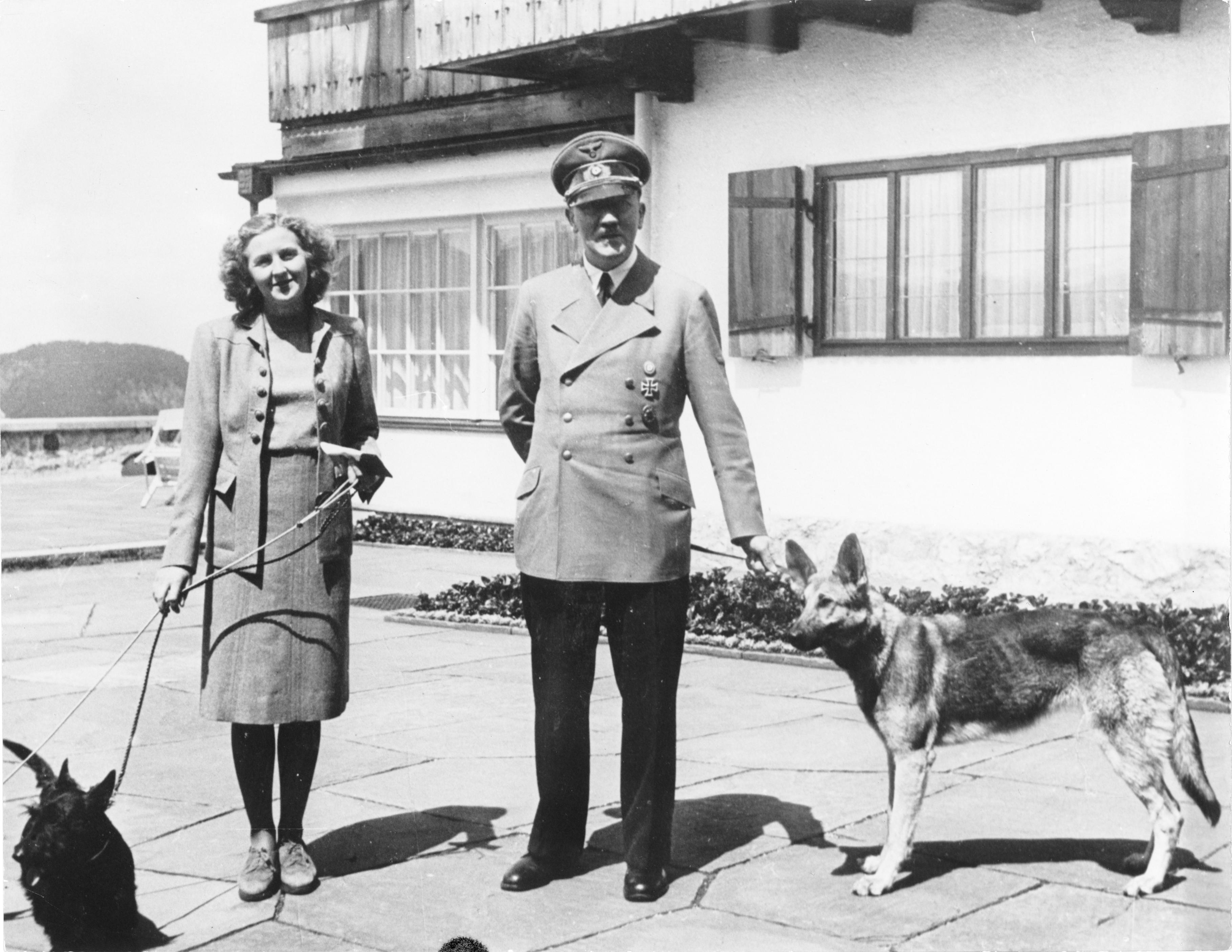
Adolf Hitler e Eva Braun com seus cachorros em Berghof, nos Alpes Bávaros.

A sexualidade de Adolf Hitler tem sido há muito tempo uma questão de debate histórico e acadêmico, assim como especulações e boatos. Há evidências de que ele teve relações com várias mulheres em sua vida, bem como evidências de sua antipatia com a homossexualidade, e não há comprovações de encontros homossexuais. O nome de Hitler é frequentemente associado ao de várias possíveis amantes do sexo feminino, sendo que duas destas tentaram cometer suicídio, uma terceira morreu oito anos após uma tentativa e uma quarta acabou falhando na execução do ato.
Durante sua vida, Hitler criou uma imagem pública de homem celibatário sem possuir uma vida doméstica, dedicando-se inteiramente aos seus objetivos políticos e os da nação alemã. Seu relacionamento com Eva Braun, que teve duração aproximada de quatorze anos, foi escondido do público, porém era de conhecimento do seu círculo íntimo. O escritor Heike Görtemaker, que redigiu a biografia de Braun, afirmou que o casal mantinha uma vida sexual tradicional. Hitler e Braun casaram-se oficialmente no final de abril de 1945, cerca de quarenta horas antes de eles cometerem suicídio juntos.
Dois relatórios dos Aliados na altura da Segunda Guerra Mundial tentaram analisar Hitler psicologicamente. Um relatório de 1943 feito por Walter C. Langer, membro da norte americana Agência de Serviços Estratégicos (OSS), descreveu-o como sendo um homem que possuía tendências homossexuais reprimidas e opinou que Hitler fosse um coprofílico impotente. O psicólogo Henry Murray escreveu um relatório psicanalítico, para a OSS, mas sem qualquer relação com o de Langer, que chegou a conclusões semelhantes. Otto Strasser, um dos oponentes de Hitler no Partido Nazi, descreveu uma história similar em um interrogatório no pós-guerra. O historiador britânico Ian Kershaw afirmou que isto seria uma "propaganda anti-Hitler".
Nas pesquisas após a morte de Hitler, uma variedade de alegações surgiram sobre a sua orientação sexualː que ele seria homossexual, bissexual ou assexual. No entanto, faltam provas conclusivas e a maior parte dos historiadores acredita que Hitler era heterossexual. Afirma-se a existência de um filho ilegítimo de Hitler, Jean-Marie Loret, de uma de suas amantes, o que é contestado e considerado improvável pela maioria dos historiadores, como Ian Kershaw.

## Relatos históricos

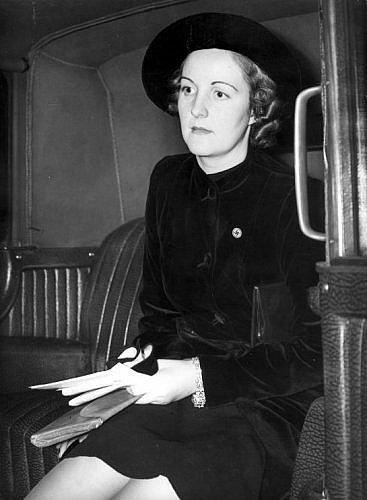
Unity Mitford

A vida sexual de Hitler sempre foi alvo de muitas especulações e rumores, sendo que muitos destes foram inventados ou exagerados pelos seus inimigos políticos. Enquanto as orientações sexuais de muitos dos membros do círculo íntimo dele eram conhecidas, das de Hitler não se possuíam provas conclusivas. As informações que se obtém sobre sua vida privada se baseiam em depoimentos de pessoas que viviam com ele diariamente, como seus ajudantes, seus secretários, o arquiteto Albert Speer e a família do compositor Richard Wagner. Afirma-se que Hitler possuiu relações amorosas com um considerável número de mulheres durante seu tempo de vida, fato que é apoiado devido as evidências de sua antipatia a homossexualidade e a inexistência de provas de que ele teve relações homossexuais. O historiador britânico Ian Kershaw o descreve como uma pessoa que possuía, especialmente em sua juventude, medo do contato pessoal e do ato sexual, incluindo a homossexualidade e a prostituição. Tinha receio de contrair doenças sexualmente transmissíveis. O historiador e político alemão Hermann Rauschning afirmou ter observado no registro militar de Hitler da Primeira Guerra Mundial um documento na corte marcial onde Hitler foi acusado de práticas pederastas com um de seus oficiais. Rauschning também acrescentou que na cidade alemã de Munique, Hitler estava indiciado por violar o Parágrafo 175, considerado culpado de pederastia. No entanto, não foram encontradas provas que confirmassem o depoimento do historiador.
Hitler teve curtos relacionamentos amorosos quando era adolescente. No entanto, ele estava envolvido com histórias ligadas à sua meia-sobrinha Geli Raubal, que era dezenove anos mais jovem que ele. Ambos começaram a viver juntos em 1925, quando a mãe dela tornou-se a dona-de-casa da residência de Hitler. Apesar de não existirem registros que comprovem a veracidade do fato, Kershaw descreveu que ele "possuía uma forte dependência sexual, pelo menos latente, de Geli Raubal". Informações contemporâneas relatam que ambos viviam uma relação romântica como um verdadeiro casal de namorados, com um comportamento ciumento e possessivo de Hitler, sendo que o fim disto ocorreu com o dito suicídio dela em setembro de 1931, com um tiro na cabeça, utilizando um revólver do próprio Hitler. A morte de Geli Raubal fez com que ele entrasse em uma tristeza profunda, ficando de luto por vários dias. De acordo com as suas próprias palavras em frente de testemunhas, Geli foi a única mulher que amou.
Ernst Hanfstaengl, um dos membros do círculo íntimo de Hitler e amigo pessoal dele na juventude, escreveu que "eu sinto que Hitler foi um homem que não era nem peixe, carne ou galinha; nem totalmente homossexual e nem totalmente heterossexual... Eu tenho a firme convicção de que ele era impotente, do tipo reprimido, masturbador". Todavia, Hanfstaengl estava convencido o suficiente da heterossexualidade de Hitler quando ele tentou, sem sucesso, organizar um encontro romântico entre Hitler e Martha Dodd, filha do embaixador norte-americano. Ainda de acordo com Hanfstaengl, a cineasta Leni Riefenstahl desejava iniciar um namoro com Hitler na sua juventude, mas ele recusou.
O regime militar de Hitler perseguiu aos homossexuais; estima-se que 5 a 15 mil foram enviados aos campos de concentração, e destes, aproximadamente 2 500 a 7 500 acabaram sendo mortos. Após a grande purga da Noite das Facas Longas, em junho de 1934, Hitler descreveu a homossexualidade de Ernst Röhm (seu amigo pessoal e um dos seus primeiros aliados) e de outros líderes da Sturmabteilung (SA) como imoral e corrupta. Em agosto de 1941, Hitler afirmou em um discurso que "a homossexualidade atualmente é tão contagiante e perigosa como uma praga", e com isso, apoiou a iniciativa do Reichsführer-SS Heinrich Himmler de remover todos os homossexuais do exército militar e da Schutzstaffel (SS). A homossexualidade masculina, que já era ilegal à face da lei existente (o Parágrafo 175, que aliás se manteve até ao século XX), foi ativamente proibida, e quem descumpria a tal determinação era enviado à prisão, ou em casos mais extremos, diretamente ao campo de concentração.
Durante sua vida, Hitler criou uma imagem de um homem celibatário, sem possuir uma vida doméstica, dedicando inteiramente seu tempo aos objetivos políticos e da nação. No entanto, ele se considerava atraente para as mulheres, principalmente devido à posição de poder que exercia. Albert Speer, amigo de Hitler na vida adulta, relembrou em uma entrevista que ele afirmava preferir se relacionar com mulheres desprovidas de inteligência, pois assim elas não iriam atrapalhá-lo em seus planos e nem impedi-lo de descansar em seu tempo de ócio. O historiador Kershaw afirmava que Hitler tinha preferência por mulheres mais jovens, as quais eram fáceis de dominar e moldar. Ele exemplifica afirmando que ao menos três das mulheres que se relacionaram com Hitler (Geli Raubal, Eva Braun e Maria Reiter) eram muito mais jovens que ele: Geli R. era dezanove anos mais jovem; M. Reiter vinte e um; e a diferença de idade com Eva Braun chegava a vinte e três anos.
Seu relacionamento amoroso com Braun, que durou aproximadamente quatorze anos, era escondido do público e somente era conhecido por quem estava no círculo íntimo de relações de Hitler. Dentro desse círculo de pessoas que conheciam a existência deste relacionamento, dentre os quais a maioria sobreviveu à Guerra, a relação dos dois era transparente, e ambos viviam juntos em Berchtesgaden como um verdadeiro casal. O oficial Heinz Linge, que funcionava como valete de Hitler, afirmou que recordava-se que a casa possuía dois quartos e dois banheiros, os quais possuíam portas interligadas. Segundo ele, Hitler acabava indo para o seu quarto apenas com a companhia de Braun antes destes irem dormir. Ela utilizava um roupão e bebia vinho, já Hitler preferia beber chá. A escritora Heike Görtemaker, biógrafa de Braun, afirmou que o casal desfrutava de uma vida sexual normal. Amigos e parentes dela afirmavam que ela ria sobre uma fotografia de Neville Chamberlain sentado no sofá da casa de Hitler, em Munique, em 1938, afirmando "se ele soubesse as coisas que aquele sofá já viu".
As cartas de Hitler fornecem evidências de que ele realmente gostava de Braun, e se preocupava quando ela participava de esportes ou demorava a voltar a casa. Sua secretária Traudl Junge afirmou que durante a guerra, Hitler telefonava para Braun todos os dias. Ele estava preocupado com a segurança dela na casa de Munique, que havia comprado para Braun residir. Junge também disse que perguntou a Hitler uma vez o motivo de ele nunca ter se casado, recebendo a resposta de que "... eu não teria sido capaz de dar o tempo suficiente para minha esposa". Hitler afirmou a Braun que não desejava ter filhos, pois eles teriam dificuldades, "porque se espera que os filhos tenham os mesmos dons dos pais famosos, e eles não podem ser perdoados caso sejam medíocres". Finalmente, Hitler e Braun se casaram no Führerbunker, na última semana de abril de 1945, cerca de quarenta horas antes de ambos cometerem suicídio juntos.

## Documentos da OSS
No ano de 1943, a Agência de Serviços Estratégicos dos Estados Unidos (OSS) recebeu um documento intitulado A Psychological Analysis of Adolf Hitler: His Life and Legend (em português: Uma Análise Psicológica de Adolf Hitler: Sua Vida e Legado), escrito por Walter C. Langer, que foi contratado pelos Aliados da Segunda Guerra Mundial para tentar decifrar os pensamentos do ditador alemão. Esta reportagem, que futuramente acabou sendo expandida no formato de livro, lançado sob o título de The Mind of Adolf Hitler: The Secret Wartime Report em 1972, descreveu Hitler como tendo fortes tendências homossexuais e afirmando que ele era um coprofílico impotente.
O psicólogo Henry Murray escreveu uma reportagem psicanalítica em 1943 para a OSS, que não possuía qualquer relação com a redigida por Langer, esta intitulada Analysis of the Personality of Adolph Hitler: With Predictions of His Future Behavior and Suggestions for Dealing with Him Now and After Germany's Surrender (em português: Análise da Personalidade de Adolf Hitler: Com Previsões do Seu Futuro Comportamento e Sugestões para Negociar com Ele Agora e Depois da Entrega da Alemanha). Neste documento, Murray também tratou de afirmar que Hitler era um coprofílico, porém deu maior ênfase a que ele sofria de esquizofrenia.
Um dos opositores de Hitler no Partido Nazi, Otto Strasser afirmou aos interrogadores da OSS que o ditador nazista forçava a meia-sobrinha dele, Geli Raubal, a urinar e defecar em cima dele, para que ele sentisse prazer. Em contrapartida, o historiador britânico Ian Kershaw alega que essas histórias chocantes divulgadas por Strasser seriam inventadas - e que deveriam ser vistas como "fantasiosa propaganda anti-Hitler.".

## Pesquisas recentes
Nas constantes pesquisas feitas após a morte de Hitler, deu-se início a um processo onde várias novas ideias surgiram em relação à sua sexualidade, sendo que a maioria delas afirma que ele era homossexual, bissexual ou assexual. Além disso, rumores contemporâneos afirmam que ele teve relações sexuais com sua meio-sobrinha Geli Raubal.
O livro The Pink Swastika, escrito em 1995 por Scott Lively e Kevin Abrams, afirma que a maioria dos líderes nazistas eram homossexuais e que existem provas que demonstram que os homossexuais são perigosos e violentos. Historiadores de renome criticaram o livro com a acusação de imprecisão dos dados e de manipulação dos fatos. Bob Moser, redator do Southern Poverty Law Center (SPLC), afirmou que o livro foi promovido por grupos antigay e que os principais historiadores concordam que a premissa dele é "totalmente falsa".
O historiador Lothar Machtan argumentou no livro The Hidden Hitler, lançado em 2001, que Hitler era homossexual. O livro lança especulações sobre experiências sexuais de Hitler em Viena durante sua infância e juventude com seus amigos (como August Kubizek); bem como relações na vida adulta com Ernst Röhm, Hanfstaengl, Emil Maurice, e outros membros do seu círculo íntimo. Além disso, o livro inclui um estudo de Mend Protocol, uma série de alegações feitas pela polícia de Munique no início da década de 1920 por Hans Mend, que atuou em prol de Hitler na Primeira Guerra Mundial. O jornalista norte-americano Ron Rosenbaum é um crítico fervoroso do trabalho de Machtan, afirmando que "as teses estão longe de serem conclusivas e, muitas vezes ficam muito aquém de ser evidência em tudo que é tratado". A maioria dos acadêmicos norte-americanos discordam da tese de Machtan e argumentam que Hitler era de fato heterossexual. Em 2004, a rede de televisão HBO produziu um documentário baseado nesta teoria de Machtan, intitulado Hidden Führer: Debating the Enigma of Hitler's Sexuality (em português: Fuhrer Oculto: Debatendo o Enigma da Sexualidade de Hitler).

## Possíveis relações com mulheres
| Nome              | Vida                                         | Idade da morte | Causa da morte | Contato com Hitler                                     | Relacionamento | Ref(s)               |
| ----------------- | -------------------------------------------- | -------------- | --- | ------------------------------------------------------ | --- | -------------------- |
| Stefanie Rabatsch | Desconhecido                                 | Desconhecido   | Não há relatos sobre a causa da sua morte | Aproximadamente em 1905                                | Interesse amoroso na adolescência | [ 43 ] [ 4 ]         |
| Charlotte Lobjoie | 1898–1951                                    | 53             | Não há relatos sobre a causa da sua morte | Provavelmente se encontraram em 1917                   | Considerada a principal amante; o filho dela, Jean-Marie Loret, afirmava que Hitler era o seu pai. Apesar disso, jornalistas e historiadores afirmam ser impossível ou improvável tal paternidade. | [ 46 ]               |
| Erna Hanfstaengl  | 1885–1981                                    | 96             | Causas naturais | Encontrou-a na década de 1920                          | Rumores que seria uma amante | [ 47 ]               |
| Maria Reiter      | 23 de dezembro de 1911 – 1992                | 81             | Causas naturais; tentativa de suicídio em 1928 por enforcamento | Encontraram-se em 1925                                 | Possivelmente uma amante | [ 48 ] [ 49 ] [ 50 ] |
| Geli Raubal       | 4 de junho de 1908 – 18 de setembro de 1931  | 23             | Suicídio | Viveu na casa de Hitler de 1925 até o dia da sua morte | Meia-sobrinha; rumores que seria uma amante | [ 51 ] [ 52 ]        |
| Eva Braun         | 6 de fevereiro de 1912 – 30 de abril de 1945 | 33             | Duplo suicídio com Hitler | Encontraram-se no outono de 1929                       | Companhia por vários anos; esposa por poucas horas | [ 53 ]               |
| Unity Mitford     | 8 de agosto de 1914 – 28 de maio de 1948     | 33             | Após traumatizar-se com a declaração de guerra da Alemanha à Inglaterra, tentou o suicídio; no entanto, acabou falecendo nove anos depois em decorrência de complicações de tal ato. | Encontraram-se em 1934                                 | Amigos; rumores que seria uma amante | [ 55 ]               |